# Liste der Kulturdenkmäler in Hilscheid
In der Liste der Kulturdenkmäler in Hilscheid sind alle Kulturdenkmäler der rheinland-pfälzischen Ortsgemeinde Hilscheid aufgeführt. Grundlage ist die Denkmalliste des Landes Rheinland-Pfalz (Stand: 10. August 2023).

## Einzeldenkmäler
| Bezeichnung | Lage                                     | Baujahr                            | Beschreibung                                    | Bild |
| ----------- | ---------------------------------------- | ---------------------------------- | ----------------------------------------------- | ---- |
| Brunnen     | Hauptstraße, zwischen Nr. 14 und 16 Lage | zweite Hälfte des 19. Jahrhunderts | Laufbrunnen, zweite Hälfte des 19. Jahrhunderts | BW   |
| Quereinhaus | Hauptstraße 15 Lage                      | 1857                               | bezeichnet 1857                                 | BW   |
| Brunnen     | Hauptstraße, bei Nr. 26 Lage             | zweite Hälfte des 19. Jahrhunderts | Laufbrunnen, zweite Hälfte des 19. Jahrhunderts | BW   |